# Neoantistea quelpartensis
Neoantistea quelpartensis är en spindelart som beskrevs av Paik 1958. Neoantistea quelpartensis ingår i släktet Neoantistea och familjen panflöjtsspindlar. Inga underarter finns listade i Catalogue of Life.